# Птиче (селище)
Пти́че — селище Новогродівської міської громади Покровського району Донецької області, Україна. Населення становить 274 особи (станом на 2001 рік).

## Географія
Відстань до райцентру становить 45 км і проходить автошляхом E50. Селище розташоване на південному сході Покровського району і межує із землями с. Сонячне Очеретинської селищної громади.
| Клімат Птичого          | Клімат Птичого | Клімат Птичого | Клімат Птичого | Клімат Птичого | Клімат Птичого | Клімат Птичого | Клімат Птичого | Клімат Птичого | Клімат Птичого | Клімат Птичого | Клімат Птичого | Клімат Птичого | Клімат Птичого |
| Показник                | Січ.           | Лют.           | Бер.           | Квіт.          | Трав.          | Черв.          | Лип.           | Серп.          | Вер.           | Жовт.          | Лист.          | Груд.          | Рік            |
| Середній максимум, °C   | −2,8           | −2             | 3,1            | 13,6           | 20,7           | 24,7           | 26,5           | 25,8           | 20,2           | 12,4           | 4,7            | 0,1            | 12,3           |
| Середня температура, °C | −5,8           | −5,2           | −0,3           | 9,0            | 15,6           | 19,6           | 21,4           | 20,6           | 15,3           | 8,3            | 1,9            | −2,4           | 8,2            |
| Середній мінімум, °C    | −8,8           | −8,3           | −3,6           | 4,4            | 10,6           | 14,5           | 16,4           | 15,5           | 10,5           | 4,3            | −0,9           | −4,9           | 4,1            |
| Норма опадів, мм        | 46             | 36             | 33             | 41             | 48             | 62             | 53             | 41             | 41             | 28             | 43             | 51             | 523            |
| ----------------------- | -------------- | -------------- | -------------- | -------------- | -------------- | -------------- | -------------- | -------------- | -------------- | -------------- | -------------- | -------------- | -------------- |
| Джерело:                |                |                |                |                |                |                |                |                |                |                |                |                |                |

## Населення
Станом на 1989 рік у селищі проживали 374 особи, серед них — 164 чоловіки і 210 жінок.
За даними перепису населення 2001 року у селищі проживали 274 особи. Рідною мовою назвали:
| Мова       | Кількість осіб | Відсоток |
| ---------- | -------------- | -------- |
| українська | 165            | 60,22 %  |
| російська  | 108            | 39,42 %  |
| білоруська | 1              | 0,36 %   |

## Пам'ятки
- Курган[d] (доба бронзи);
- Курган[d] (доба бронзи);
- Поселення[d] (пізня бронза);